# Springende Sekunde
Der Begriff Springende Sekunde (auch: Tote Sekunde, franz. Seconde morte) wird verwendet, wenn sich der Sekundenzeiger einer Uhr jede Sekunde um einen einzigen Sprung bewegt und dann bis zum nächsten Sekundensprung unbewegt bleibt.
Das Gegenteil davon ist die Schleichende Sekunde (franz.: Seconde trotteuse). Dabei bewegt sich der Sekundenzeiger kontinuierlich weiter und erreicht jede Sekunde eine neue Sekundenmarke.
Erstmals entwickelte Jean-Moïse Pouzait (1743–1793) im Jahr 1777 einen vom Gehwerk unabhängigen Mechanismus zum Antrieb des Sekundenzeigers, der separat angehalten werden konnte.
Bei mechanischen Quarzuhren wird die Springende Sekunde durch das elektrische Antriebssystem wie den Lavet-Schrittmotor verursacht.